# التنمر والذكاء العاطفي
التنمر تفاعل اجتماعي مسيء بين الأقران، ويمكن أن يشمل الاعتداء والتحرش والعنف. عادة ما يكون التنمر متكررًا، ويصدر عن أولئك الذين يقفون في موقع قوة من الضحية. توضح مجموعة متزايدة من الأبحاث وجود علاقة مهمة بين التنمر والذكاء العاطفي.
الذكاء العاطفي Emotional intelligence هو مجموعة من القدرات المتعلقة بفهم المشاعر واستخدامها وإدارتها من حيث صلتها بالذات والآخرين.
يعرف جون ماير وآخرون، (2008) الذكاء العاطفي بشكل عام أنه: «إدراك المشاعر الذاتية بدقة، واستخدامها لتسهيل التفكير، وفهم مشاعر الآخرين، والقدرة على إدارتها».
يجمع المفهوم بين العمليات العاطفية والفكرية، ويبدو أن الذكاء العاطفي الأدنى مرتبط بالتورط في التنمر، مثل المتنمر و/ أو ضحية التنمر. كما أن الذكاء المكتسب يلعب دورًا مهمًا في كل من سلوك التنمر والإيذاء في التنمر.
وبناء على مرونة الذكاء العاطفي، فإن التعريف به يمكن أن يعزز إلى حد كبير مبادرات منع التنمر والتدخل في حله.

## في مرحلة الطفولة
يعتبر التنمر أكثر أشكال العنف انتشارًا في المدارس وله عواقب دائمة في مرحلة البلوغ. أثيرت مخاوف متزايدة متعلقة بالتنمر في المدرسة ويرجع ذلك جزئيًا إلى الإعلان عن حالات انتحار لضحايا في مرحلة الطفولة. يشارك نحو 40% من أطفال المدارس الأعدادية مباشرةً في التنمر مرة واحدة على الأقل في الأسبوع وفقًا للمركز الوطني لإحصاءات التعليم. تؤكد أبحاث ما قبل المراهقة هذه العلاقة السلبية بين سمة الذكاء العاطفي وسلوك التنمر؛ يرتبط سلوك التنمر سلبًا بالتقمص الوجداني التام، وبشكل أكثر تحديدًا، ببُعد الذكاء العاطفي للتعاطف الإدراكي، وهو القدرة على فهم التجارب العاطفية ووجهات نظر الآخرين أو تحملها. وجد أن علاقات التنمر بين الأقران المراهقين ترتبط بشكل سلبي أيضًا ببُعد الذكاء العاطفي الذي ابتكره لوماس وآخرون (2012) باسم فهم عواطف الآخرين. رغم اختلاف مصطلح تسمية البعد في البحث، يُعرف بُعد الذكاء العاطفي، الذي يبدو أنه يمتلك أقوى علاقة عكسية مع سلوك التنمر المشرع في جميع الأدبيات، بأنه قدرة المرء على فهم التجربة العاطفية للآخرين.
نظرًا لارتباط سلوك التنمر لدى الأطفال في سن المدرسة بانخفاض مستوى فهم مشاعر الآخرين، تقول إحدى النظريات إن الأطفال الذين يظهرون سلوكيات التنمر ليسو بقادرين على فهم تأثيرهم على ضحاياهم بشكل كامل. في الواقع، عند التمييز بين المكونات المختلفة للتقمص الوجداني، بدا أن المتنمرين لديهم عجز أكبر في المكون المعرفي. بالإضافة إلى عدم القدرة على التواصل مع مشاعر الآخرين، تشير الأبحاث أيضًا إلى أن أولئك الذين يشاركون في التنمر قد يفتقرون أيضًا إلى المهارات المناسبة في التعامل مع عواطفهم، وهو جانب آخر من جوانب الذكاء العاطفي يشار إليه غالبًا باسم التسهيل العاطفي أو المجاعة الذاتية.
تبين أن الاستخدام السيئ للعواطف مهم في التنبؤ بسلوك المشكلة بين المراهقين، مثل العدوان، الذي يمكن أن يكون سمة مميزة في سلوك التنمر. وبذلك، قد تلعب القدرة على فهم مشاعر الشخص وإدارتها دورًا مهمًا في منع الأطفال من المشاركة في التنمر. إذ تبين مثلًا في دراسة أجريت بين المراهقات أن تحسين إدارة التوتر يمكن أن يمنع إستدامة العدوان والعنف.

## في مكان العمل
أبلغ أن التنمر في مكان العمل أكثر انتشارًا بكثير مما يُعتقد عادةً. يبدو أن التنمر في مكان العمل ينتشر خاصةً في مؤسسات الرعاية الصحية؛ إذ أبلغت 80% من الممرضات عن تعرضهن للتنمر في مكان العمل.
تجمع بيئة العمل، مثل البيئة المدرسية للأطفال، مجموعات من الأقران البالغين معًا في مساحة مشتركة على أساس منتظم. تتسم التفاعلات والعلاقات الاجتماعية في هذه الحالة بأهمية كبيرة بالنسبة لوظيفة الهيكل التنظيمي و للسعي إلى تحقيق الأهداف. قد تعرّض العواقب العاطفية المترتبة على التنمر المؤسسة لخطر فقدان الموظفين الضحايا. يساهم التنمّر في خلق بيئة عمل سلبية، ولا يساعد على التعاون الضروري، ويمكن أن يقلل من إنتاجية مختلف المستويات.
يرتبط التنمر في مكان العمل بالاستجابات السلبية للتوتر. يبدو أن القدرة على إدارة المشاعر، وخاصةً التوتر العاطفي، تعد عامل ذات أهمية دائمة في أنواع التنمر المختلفة. يمكن أن يكون مكان العمل بشكل عام بيئة مرهقة، لذا يمكن أن تكون الطريقة السلبية للتعامل مع التوتر أو عدم القدرة على التعامل معه مؤلمة بشكل خاص.
قد يملك المتنمرون في مكان العمل ذكاءً اجتماعيًا مرتفعًا وذكاءً عاطفيًا منخفضًا. في هذا السياق، يميل المتنمرون إلى امتلاك مرتبة عالية في السلم الاجتماعي ويكونوا بارعون في التأثير على الآخرين. يؤدي الجمع بين الذكاء الاجتماعي المرتفع والتعاطف المنخفض إلى سلوك متلاعب، ووصف هاتشينسون (2013) التنمر في مكان العمل بهذا الشكل. في مجموعات العمل التي يكون فيها الموظفون ذوو ذكاء عاطفي منخفض، يمكن إقناع العمال بالمشاركة في سلوك غير أخلاقي. مع إقناع المتنمرين، تكوّن مجموعة العمل اجتماعيًا بطريقة تبرر السلوك، وتجعل المجموعة متسامحة مع أو داعمة للتنمر. برهن هاتشينسون وهيرلي ( (2013أن كل من الذكاء العاطفي والمهارات القيادية ضروري لمداخلات التنمر في مكان العمل، وأوضح العلاقة بين الذكاء العاطفي والقيادة والحد من التنمر. ثبت أن الذكاء العاطفي والسلوك الأخلاقي بين أعضاء فريق العمل الآخرين لهما تأثير كبير على السلوك الأخلاقي لفرق التمريض. يرتبط الذكاء العاطفي العالي بالتحسينات في بيئة العمل وهو وسيط مهم بين الصراع وردود الفعل إزاء النزاعات في مكان العمل. أوضح أن بعدي الإدراك الذاتي والإدارة الذاتية للذكاء العاطفي لهما ارتباطات إيجابية قوية مع القيادة الفعالة والقدرة القيادية المحددة لبناء بيئات عمل وثقافة عمل صحية. يمكن أن تؤثر البيئة السيئة في مكان العمل (التي يوجد فيها حالات التنمر، مثلًا) سلبًا على كفاءة المنظمة وتكاليفها.

## مساهمات نظرية في العلاقة

### الإبداع المؤذي
في ضوء الذكاء العاطفي المنخفض، يمكن أيضًا أن يمتلك العديد من المتنمرين إبداعًا مؤذيًا متزايدًا. تعتبر أفعال العدوان والإساءة الموجودة في مرحلتي الطفولة والبلوغ أمثلة على الإبداع المؤذي (إم سي)، عندما تكون إبداعية. تشير النتائج إلى أن الأفراد ذوو الذكاء العاطفي الأقل يتصورون حلولًا إبداعية أكثر حقدًا، ما يؤدي نظريًا إلى سلوكيات إبداعية أكثر حقدًا. افترض أن الأشخاص ذوي الذكاء العاطفي المنخفض قد لا يرون عدم اللياقة في الأفكار الإبداعية الخبيثة أو يتجاهلون كيف يدركها الآخرون، وبالتالي لا يكون لديهم مشكلة في الكشف عن مثل هذه الأفكار. وبالنظر إلى الفرضية القائلة بأن الحلول الأكثر إبداعًا مؤذيًا يجب أن تؤدي إلى سلوكيات إبداعية أكثر حقدًا، تُعد هذه النظرية منطقية في ضوء العجز في التعاطف المعرفي الموجود في سلوك التنمر.

### الصفات القاسية وغير العاطفية
قد يكون هناك أيضًا نوع فرعي من التنمر يتميز بصفاته القاسية وغير العاطفية (سي يو). تتضمن الصفات القاسية وغير العاطفية بعض أوجه قصور المناقشة في الذكاء العاطفي مثل الافتقار إلى التعاطف، بالإضافة إلى سمات أخرى مثل الافتقار إلى الشعور بالذنب والقدرات العاطفية السطحية وسوء التعديل السلوكي عند مواجهة العقوبة. نظرًا إلى مواجهة الأطفال المنتمرين مشاكل سلوكية غالبًا، وتزامن الصفات القاسية وغير العاطفية غالبًا مع مشاكل سلوكية، حقق فيدينغ وآخرون (2009) في العلاقة بين الصفات القاسية وغير العاطفية وسلوك التنمر. نظرًا لأن الأبحاث السابقة أشارت إلى أن الأطفال الذين يعانون من مشاكل سلوكية يندرجون في أنواع فرعية من الذين لديهم صفات قاسية وغير عاطفية عالية وأولئك الذين ليس لديهم هذه الصفات، كان من المجتمل أن يخلق ذلك تمييزًا بين المتنمرين. ارتبطت زيادة الصفات القاسية وغير العاطفية بشكل مستقل بالتنمر المباشر، والذي ارتبط بنقص التعاطف، بينما لم يرتبط التنمر غير المباشر. عندما تقترن الصفات القاسية وغير العاطفية بمشاكل السلوك، تزيد خطر سلوكيات التنمر المباشر وغير المباشر. يحتمل أن يقاوم المتنمرون ذوو الصفات القاسية وغير العاطفية العديد من المداخلات الناجحة مع المتنمرين الذين ليسوا كذلك. رغم أن السمة المميزة للصفات القاسية وغير العاطفية هي الافتقار إلى التعاطف، والتي تتداخل مع عجز المتنمرين في التعاطف كما هو موضح أعلاه، تجعل الخصائص الأخرى للمفهوم المتنمرين ذوو الصفات القاسية وغير العاطفية أقل مرونة من أولئك الذين لديهم ببساطة ذكاء أقل.

## انظر ايضاً
- علم النفس
- المراهقة